# En standhaftig Frier
En standhaftig Frier er en dansk stum komediefilm fra 1909 produceret af Nordisk Films Kompagni og instrueret af Viggo Larsen.
Filmen blev i tysktalende lande distribueret som Ein Standhafter Freier.

## Handling
Denne artikel mangler et handlingsreferat. Hjælp os med at skrive det.